# Davide Mandelli
Davide Mandelli (Monza, 28 de junio de 1977) es un futbolista italiano que juega como defensor. Actualmente juega para el Lumezzane
Se inició su carrera en AC Monza, después de jugar algunos clubes de divisiones inferiores, se unió a AC Torino y Siena y Chievo recientemente. Con este último jugó la temporada 2006/07 de la Champions League y la UEFA Europa League aunque sin éxitos algunos en ambos.

## Clubes
| Club                 | País   | Año       |
| -------------------- | ------ | --------- |
| AC Monza             | Italia | 1995-1996 |
| AS Biellese 1902     | Italia | 1996-1999 |
| AS Varese 1910       | Italia | 1999-2000 |
| Torino Football Club | Italia | 2000-2004 |
| AC Siena             | Italia | 2001-2003 |
| Chievo Verona        | Italia | 2004-2012 |
| Lumezzane            | Italia | 2012-     |

- Datos: Q677725
- Multimedia: Davide Mandelli / Q677725